# Képpont

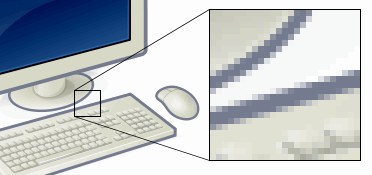
Az itt látható kép egy része sokszorosára van nagyítva, amelyben az egyes képpontok jól elkülöníthető kis négyzetlapokként jelennek meg.

A képet kinagyítva láthatóvá válnak az elemi alkotórészek, a négyzet alakú kis képpontok

A digitális képfeldolgozásban a képpont (angolul pixel) egy pont egy rasztergrafikus (vagy pixelgrafikus) képen. Általános esetben ezek egy kétdimenziós négyzetrács mentén helyezkednek el és mint négyzetlapok vagy pontok jelennek meg. A képpont a legkisebb megcímezhető illetve szerkeszthető alkotóeleme a képnek vagy képernyőnek. Minden képpont egy minta az eredeti (a modell kedvéért végtelen felbontású) képből. Minél sűrűbb a mintavételezés, annál több képpontunk lesz, annál nagyobb lesz a kép felbontása illetve pontossága.
A képpont információtartalmát a színe adja. Színes képekben minden képernyőbeli képpontnak három tulajdonsága van, ezek a vörös (red), zöld (green) és kék (blue) intenzitás (röviden RGB), amelyekből a megfigyelhető szín additív színkeveréssel jön létre. Nyomtatásban szubtraktív színkeverést szoktak használni, melynek alapját a türkizkék (cyan), bíbor (magenta), sárga (yellow) és Key (azaz kulcsszín) színek képezik (röviden CMYK).
A kulcsszín csaknem mindig fekete, hiszen így a leggyakrabban használt színként nem kell a többiből kikeverni; ez egyrészt drága, másrészt körülményes lenne. Előfordul, hogy a kulcsszín nem fekete, pl. ha a nyomtatvány alapszíne (betűszín) más.
Fekete-fehér képekben minden képpontnak egyetlen fényerősség-jellemzője van.
A szó az angol picture element (kb. képelem) kifejezésből származik, ahol a picture szó a pix rövidített alakban szerepel.
A képpont absztrakciója az eszközfüggetlen pixel vagy sűrűségfüggetlen pixel (device independent pixel vagy density-independent pixel). Ez olyan virtuális pixelegység, ami egy 160 dpi-s képernyőn egy fizikai képpontnak felel meg; többnyire mobil alkalmazások fejlesztői használják, hogy különböző méretű, illetve DPI-jű eszközökön is megjelenhessen a felhasználói felület.

## Szabványos képernyőfelbontások

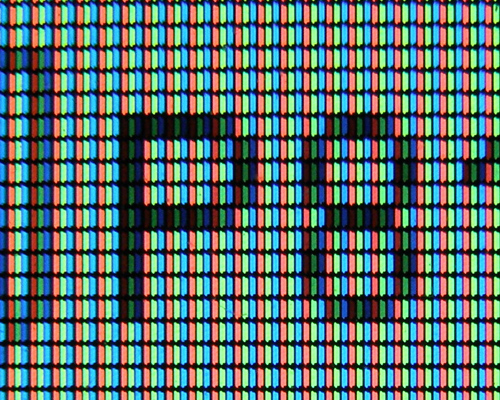
Fénykép egy kijelző képponton belüli elemeiről egy laptop LCD képernyőjén.

Szabványos képernyők összehasonlítása

Néhány szabványos képernyőfelbontás:
| Név   | Felbontás (megapixel) | Szélesség × Magasság |
| ----- | --------------------- | -------------------- |
| CGA   | 0,064                 | 320×200              |
| EGA   | 0,224                 | 640×350              |
| VGA   | 0,3                   | 640×480              |
| SVGA  | 0,5                   | 800x600              |
| XGA   | 0,8                   | 1024×768             |
| SXGA  | 1,3                   | 1280×1024            |
| UXGA  | 1,9                   | 1600×1200            |
| WUXGA | 2,3                   | 1920×1200            |

## Képpontok címzése
A számítástechnikában a képek képpontjait általában a bal felső sarokba helyezett koordináta-rendszerrel szokták címezni. Az első koordináta az X tengely mentén jobbra, a második koordináta az Y tengely mentén lefelé mondja meg, hogy a képpont hányadik oszlopban illetve sorban helyezkedik el. A bal felső képpont koordinátái (0,0), a jobb alsóé pedig (szélesség−1, magasság−1).
A memóriában a képpontok sorfolytonosan szoktak elhelyezkedni. A bal felső képpont a nulladik, a tőle jobbra lévő címe 1, az alatta lévő címe egyenlő a szélességgel, a jobb alsó képpont címe pedig szélesség × magasság − 1.
| Irány             | Képlet                                      |
| ----------------- | ------------------------------------------- |
| Koordinátából cím | cim = y × szélesség + x                     |
| Címből koordináta | y = cím div szélesség x = cím mod szélesség |

A div az osztás hányadosa, a mod az osztás maradéka.

## Képpontok színe
A számítástechnikában a képpontok színét egész számokkal írják le az alábbi elvek szerint.
| Alapelv              | Színek                                 | Reprezentáció                                                                                                   | Memóriaigény képpontonként | Képernyő                                                          |
| -------------------- | -------------------------------------- | --- | -------------------------- | ----------------------------------------------------------------- |
| Fekete-fehér         | Fekete és fehér                        | 0 értékű bit: fekete, 1 értékű bit: fehér                                                                       | 1 bit                      | Hercules monitor                                                  |
| Szürke-árnyalatos    | 16 vagy 256 árnyalat feketétől fehérig | 0: fekete, 15 illetve 255: fehér.                                                                               | 4 bit vagy 1 bájt          | Csak képeknél és szürkeárnyalatos nyomtatásnál szokták használni. |
| Előre definiált      | 4 vagy 16 gyártó által megadott szín   | A képpont értéke a színtárbeli sorszámot határozza meg                                                          | 2 vagy 4 bit               | CGA, EGA                                                          |
| Paletta alapú        | 16 vagy 256 konfigurálható szín        | A képpont értéke a színtárbeli sorszámot határozza meg                                                          | 4 bit vagy 1 bájt          | VGA, MCGA                                                         |
| RGB (piros-zöld-kék) | 65 536 illetve 16 777 216 szín         | 5-6-5 vagy 8-8-8 bites osztásban a képpont színét a piros, zöld és kék intenzitások közvetlenül határozzák meg. | 2 vagy 3 bájt              | SVGA, illetve minden korszerű képernyő                            |

A VGA és MCGA paletta alapú megoldásban a paletta elemeit 6-6-6 biten lehetett meghatározni (összesen 262 144 szín).
A 8-8-8 osztásos módot truecolor-nak nevezik. Az ilyen képeknél a címzés könnyedsége miatt 4 bájtot szoktak használni képpontonként, amelyekből az egyiket figyelmen kívül hagyják. Egy szám négyszerese könnyen megkapható, ha két bittel eltoljuk balra. Képek ábrázolásánál a nem használt bájt ideális hely az alfa csatornának (alpha channel), amely a képpont átlátszatlanságát, azaz elfedő képességét határozza meg.

### CGA, EGA, VGA színek
Az EGA monitorok, illetve videókártyák 64 darab gyárilag beállított színnel álltak rendelkezésre, amelyekből egyszerre 16-ot lehetett használni. Ezek a színek az RGB színelőállítási módszerhez hasonlóan voltak sorszámozva.

## További szócikkek
- Rasztergrafika
- Megapixel
- GIF (paletta alapú képformátum)
- BMP, PNG (RGB-t és alfát is ismerő képformátumok)
- Számrendszerek az informatikában
- Bit
- Bájt
- Voxel